# Terrassa
Terrassa (en espagnol : Tarrasa) est une ville espagnole, située dans la province de Barcelone, dans la communauté autonome de Catalogne. Elle appartient à la comarque du Vallès Occidental, dont elle est le chef-lieu conjointement avec Sabadell.

## Géographie

### Localisation
La ville est située dans la dépression prélittorale catalane, aux pieds de la cordillère prélittorale (Parc naturel de Sant Llorenç du Munt), à une altitude moyenne de 277 m, à vingt-huit kilomètres de Barcelone et vingt de Montserrat.

### Voies de communication et transports
Terrassa est reliée par autoroute avec Barcelone et son port et aéroport, la C-58 et la C-16 relient aussi la ville avec l'intérieur (Manresa), le nord (Gérone et la France) ou le sud (Tarragone).
Le chemin de fer est arrivé à Terrassa en 1856, aujourd'hui deux lignes arrivent à la ville. La première, gérée par la société RENFE, relie la ville à Barcelone et à Lérida, et la seconde, gérée par la société FGC, communique avec Barcelone. La société FGC prolonge actuellement sa ligne vers le nord de la ville en construisant trois nouvelles stations, une d'elles remplira la fonction d'échangeur avec la ligne de RENFE.
Diverses lignes d'autobus interurbains relient Terrassa aux villes voisines comme Sabadell, Castellar del Vallès, Martorell, Rubí, Sant Cugat del Vallès, Vacarisses, etc.
Le transport à l'intérieur de la ville est desservi par 14 lignes d'autobus gérées par une compagnie municipale (TMESA). Depuis 2015, quand les trois nouvelles stations de FGC et celle de RENFE ont été mises en service, le chemin de fer est devenu un transport urbain.

## Histoire

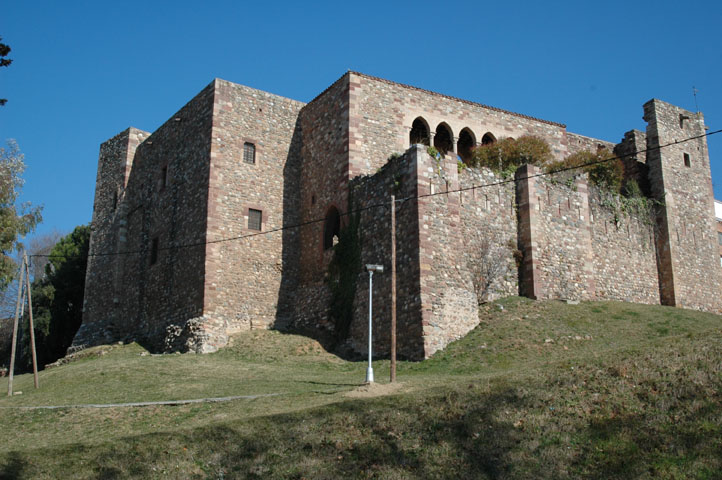
Château de Vallparadís.

Les vestiges trouvés indiquent que la zone où se trouve Terrassa a été habitée depuis la préhistoire. En 2005, pendant les travaux de construction d'un tunnel pour une des lignes de chemin de fer de la ville, on a trouvé au parc de Vallparadís un site préhistorique comportant des outils en pierre et des fossiles d'animaux chassés datant de 800 000 ans à 1 million d'années, ce qui en fait un des sites préhistoriques les plus anciens d'Europe.
Terrassa trouve son origine dans l'ancienne municipalité romaine d'Égara (Municipium Flavium Egara) fondée pendant l'époque de l'empereur Vespasien (69-79) à côté du torrent de Vallparadís près de l'ancien peuple ibère d'Egosa, où on a trouvé quelques restes de céramiques et monnaies.
Au milieu du Ve siècle, en 450, y était déjà établi le siège épiscopal d'Égara, où se déroula en 614 un Concile Provincial, et il a subsisté jusqu'au VIIIe siècle où les musulmans ont conquis la région en l'an 718. 

### Période du Moyen Âge
La dénomination de Terrassa apparait avec l'histoire du lieu par ses seigneurs et son rayonnement religieux. Terrassa signifie soutenir, fortifier par un amas de terre ayant tout son sens au vu des nombreux combats et luttes dont le lieu a subi particulièrement avec l'occupation musulmane durant trois siècles. En 801, les Carolingiens investissent la région notamment avec la reconquête de Barcelone entrainant la constitution de la Marche d'Espagne à la suite de la reprise de plus d'une dizaine de comtés à l'Émirat de Cordoue qui deviendra le califat de Cordoue jusqu'en 1031.
Terrassa était sous la juridiction du comté de Barcelone, un fief féodal avec des divers vassaux.
À cet emplacement se trouve aujourd'hui l'ensemble monumental des églises wisigothico-romanes de Sant Pere de Terrassa.
Le Moyen Âge a laissé d'importants vertiges dont le château de Vallparadis (de 1344 à 1413 monastère de l'ordre des Chartreux et aujourd'hui Musée Municipal) et la tour du Palau (du Château-Palais du Comte-roi).
Le 25 décembre 1704, un météoroïde observé depuis Marseille jusqu'à Barcelone a explosé au-dessus de Terrassa. Des fragments récoltés à Terrassa et dans ses environs, que l'on croyait disparus, deux ont été retrouvés en 2015 dans l'inventaire d'un cabinet de curiosités contemporain de la chute, et étudiés en 2020. La météorite, dite météorite de Barcelone, est une chondrite ordinaire de type L6. Sa chute, l'une des plus anciennes jamais répertoriée, a été considérée à l'époque comme un signe divin en faveur de l'archiduc Charles III de Habsbourg, l'un des protagonistes de la guerre de Succession d'Espagne.
Au XIXe siècle, la ville a joué un rôle important pendant la révolution industrielle avec un grand nombre d'industries dédiées aux tissus de laine. Plusieurs bâtiments de style art nouveau témoignent de l'importance qu'elle est parvenue à obtenir, comme la Masia Freixa (1907), le vapeur Aymerich Amat i Jover (1907), actuel Musée de la Science et de la Technique de Catalogne, le théâtre Principal (1920), la Mairie (1902), la maison-musée Alegre de Sagrera (1911), l'École Industrielle (1904), le Grand Casino (1920), le Parc de Desinfecció (1920), ou le marché de l'Independència (1908) pour en citer seulement les plus remarquables. Terrassa est une ville partenaire du Réseau Art Nouveau , un réseau européen de coopération créé en 1999 pour l'étude, la sauvegarde et la mise en valeur de l'Art Nouveau.
Le 25 septembre 1962, des pluies torrentielles et la crue du Ripoll ont provoqué une inondation catastrophique à Terrassa, causant 351 morts et 300 blessés.

## Politique et administration
La ville de Terrassa comptait 218 535 habitants aux élections municipales du 26 mai 2019. Son conseil municipal (en espagnol : Pleno del Ayuntamiento) se compose donc de 27 élus.
Depuis les premières élections municipales démocratiques de 1979, la ville a été dirigée par un maire issu du Parti des socialistes de Catalogne (PSC) pendant quarante ans.

### Maires
| Mandat    | Maire | Maire                                             | Parti | Majorité |
| --------- | ----- | ------------------------------------------------- | ----- | -------- |
| 1979-1983 |       | Manel Royes (ca)                                  | PSC   | 10 / 27  |
| 1983-1987 |       | Manel Royes (ca)                                  | PSC   | 18 / 27  |
| 1987-1991 |       | Manel Royes (ca)                                  | PSC   | 15 / 27  |
| 1991-1995 |       | Manel Royes (ca)                                  | PSC   | 15 / 27  |
| 1995-1999 |       | Manel Royes (ca)                                  | PSC   | 13 / 27  |
| 1999-2003 |       | Manel Royes (ca) Pere Navarro (2002)              | PSC   | 16 / 27  |
| 2003-2007 |       | Pere Navarro                                      | PSC   | 13 / 27  |
| 2007-2011 |       | Pere Navarro                                      | PSC   | 13 / 27  |
| 2011-2015 |       | Pere Navarro Jordi Ballart (ca) (2012)            | PSC   | 11 / 27  |
| 2015-2019 |       | Jordi Ballart (ca) Alfredo Vega López (ca) (2017) | PSC   | 9 / 27   |
| 2019-2023 |       | Jordi Ballart (ca)                                | TxT   | 10 / 27  |
| 2023-2027 |       | Jordi Ballart (ca)                                | TxT   | 11 / 27  |

## Population et société

### Sports
Terrassa a été pionnière dans l'introduction du hockey sur gazon et du korfbal en Catalogne, et a joué un rôle important dans le cas du basket-ball.
Le sport phare de la ville est le hockey sur gazon. Pendant les Jeux olympiques de Barcelone de 1992, Terrassa a été le siège des compétitions de hockey sur gazon. Le grand nombre de joueurs de hockey de Terrassa qui ont participé aux différentes éditions des Jeux olympiques ont fait que la ville est connue comme la "ville la plus olympique du monde" : entre 1928 et 2004,  la ville a eu 124 personnes qui ont participé aux Jeux olympiques et la plupart ont été joueurs de hockey. Jouent actuellement dans la Division d'Honneur du championnat espagnol de ligue les clubs suivants :
- Atlètic Terrassa Hockey Club (équipes masculine et féminine)
- Club Egara
- Club Deportiu Terrassa (équipes masculine et  féminine).

Également, en football le Terrassa FC.

## Culture locale et patrimoine

### Lieux et monuments

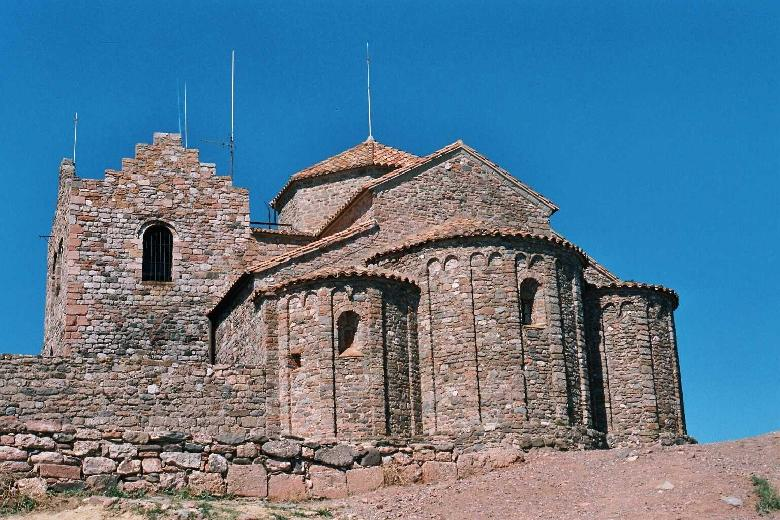
Monastère roman au sommet de la Mola (1107 m) le point plus haut du parc naturel de Sant Llorenç del Munt i la Serra de l'Obac.

L'ensemble monumental des églises de Sant Pere (Saint Pierre)
Les trois églises ont été construites près de l'emplacement de l'ancienne Égara, constituée vers l'année 450 comme siège de l'évêché d'Egara, qui a subsisté jusqu'au VIIIe siècle. L'ensemble épiscopal suit le modèle byzantin de l'antiquité, avec deux églises (Sant Pere et Santa Maria) et un baptistère (Sant Miquel). Les églises sont construites sur d'anciens bâtiments pré-romans de l'époque wisigothique. Après un long processus de construction, elles sont achevées dans le style roman des XIe et XIIe siècles.
Les parois de Santa Maria comportent de nombreuses pièces artistiques, à la manière d'un musée, dont des peintures murales qui vont du style roman au gothique. On y trouve aussi une pierre d'autel du Xe siècle et des pierres tombales médiévales et romaines (dans une d'elles se trouve la preuve écrite du nom de la commune romaine d'Égara). Dans le transept on trouve trois retables gothiques de grande valeur.
Détail des différents éléments
- Santa Maria (Sainte Marie) l'ancienne Cathédrale
  - Abside en fer à cheval du VIe siècle
  - Nef du XIe siècle avec décoration lombarde à l'extérieur
  - Fresques romanes de Saint Thomas Becket du XIIe siècle
  - Fresques du XIIIe siècle
  - Retable gothique de Saint Abdon et Sennen (1460) par Jaume Huguet
- Sant Pere (Saint Pierre)
  - Transept et abside des IXe et Xe siècles
  - Nef du XIIe siècle
  - Mosaïque à motifs géométriques du Xe siècle
  - Retable en pierre de Sant Pere du Xe siècle
  - Fresques gothiques du XIIIe siècle
- Sant Miquel (Saint Michel)
  - Le plan en forme de croix grecque et les murs sont ceux originels du VIe siècle
  - Fresques des VIe et VIIIe siècles à l'abside
- Autres éléments 
  - Retable de Sant Pere (1411) par Lluís Borrassà
  - Retable du Roser (1587)
  - Retable de Sant Ruf (XVIIe siècle)
  - Retable de Sant Miquel (1450-51) par Jaume Cirera et Guillem Talarn
  - Sculpture polychrome de Sainte Marie du XIVe siècle

### Équipements culturels
Musées
- Le musée de Terrassa, propriété municipale, dispose de diverses sections : 
  - Tour du Palau, le seul vestige du château-palais des comtes-rois de la Catalogne à Terrassa

- - Centre d'interprétation médiéval de la ville de Terrassa
  - Couvent Sant Francesc, dont il faut souligner le cloître décoré de céramiques polychromes (1671 - 1673)
- Musée de la Science et de la Technique de Catalogne, installé à l'ancienne  vapeur Aymerich Amat i Jover, géré par la Généralité de Catalogne
- le Centre de Documentation et Musée Textile de la Députation de Barcelone
- le Musée Paroissial du Sant Esperit, dans la Cathédrale de l'Esprit Saint, sur la place Vella

Bibliothèques
La ville, héritière d'un riche patrimoine médiéval, art nouveau et industriel, compte avec un réseau de bibliothèques étendu (parmi lesquelles la moderne Bibliothèque centrale de Terrassa, qui a hérité du legs, entre d'autres, de l'historique bibliothèque Soler i Palet), d'archives (dont les Archives Tobella et les Archives historiques Comarcaux) et de musées.

## Universités
- École supérieure de cinéma et d'audiovisuel de Catalogne (ESCAC)[2]

## Personnalités liées à la commune
- Joseph Oller (1839-1922) : créateur du Moulin Rouge, né à Terrassa ;
- Maria Pilar Bruguera Sábat (1906-1994), doctoresse catalane, a exercé au convent des Carmélites de Terrassa[3];
- Agustí Bartra (1908-1982), écrivain républicain espagnol, s'installe à Terrassa à son retour d'exil jusqu'à sa mort ;
- Miguel Farré Mallofré (1936-2021) : pianiste et maître international d'échecs ;
- Francesc Abad (1944-), peintre et sculpteur, né à Terrassa ;
- Eulàlia Grau (1946-) : artiste célèbre pour ses collages, née à Terrassa ;
- Xavi (1980-) : ex-footballeur et désormais entraîneur du FC Barcelone (football) ;
- Eduard Tubau i Cutal (1981-), champion olympique de hockey sur gazon ;
- Jan Cornet (1982-), acteur ;
- Miki Núñez (1996-) : chanteur ayant représenté l'Espagne au Concours Eurovision de la chanson 2019 ;
- Dani Olmo (1998-), footballeur.